# Slicer-Software
Als Slicer-Software, kurz Slicer, oder Slicing Software (von engl. „to slice“ für „in Scheiben schneiden“) wird eine Software bezeichnet, die in den meisten 3D-Druckprozessen zur Umwandlung eines 3D-Objektmodells in spezifische Anweisungen für den Drucker verwendet wird. Insbesondere die Konvertierung von einem Modell im STL-Format in Druckerbefehle im G-Code-Format bei der Fused Deposition Modeling und anderen ähnlichen Prozessen.

## Funktionsweise
Der Slicer rechnet das Objektmodell zunächst in einen Stapel von flachen Schichten um und beschreibt diese als lineare Bewegungen des Extruders, Fixierlasers oder anderer Werkzeuge. Aus den STL-Daten (oder anderen Formaten) erzeugt die Slicer-Software ein dreidimensionales Gitternetzmodell, welches mit horizontalen Schnitten versehen wird. Alle diese Bewegungen, zusammen mit einigen spezifischen Druckerbefehlen, wie etwa die zur Steuerung der Extrudertemperatur oder der Betttemperatur, werden schließlich in die menschen- und maschinenlesbare G-Code-Datei geschrieben, die an den Drucker übertragen werden kann.
Fast alle Slicer haben einige zusätzliche Funktionen, darunter:

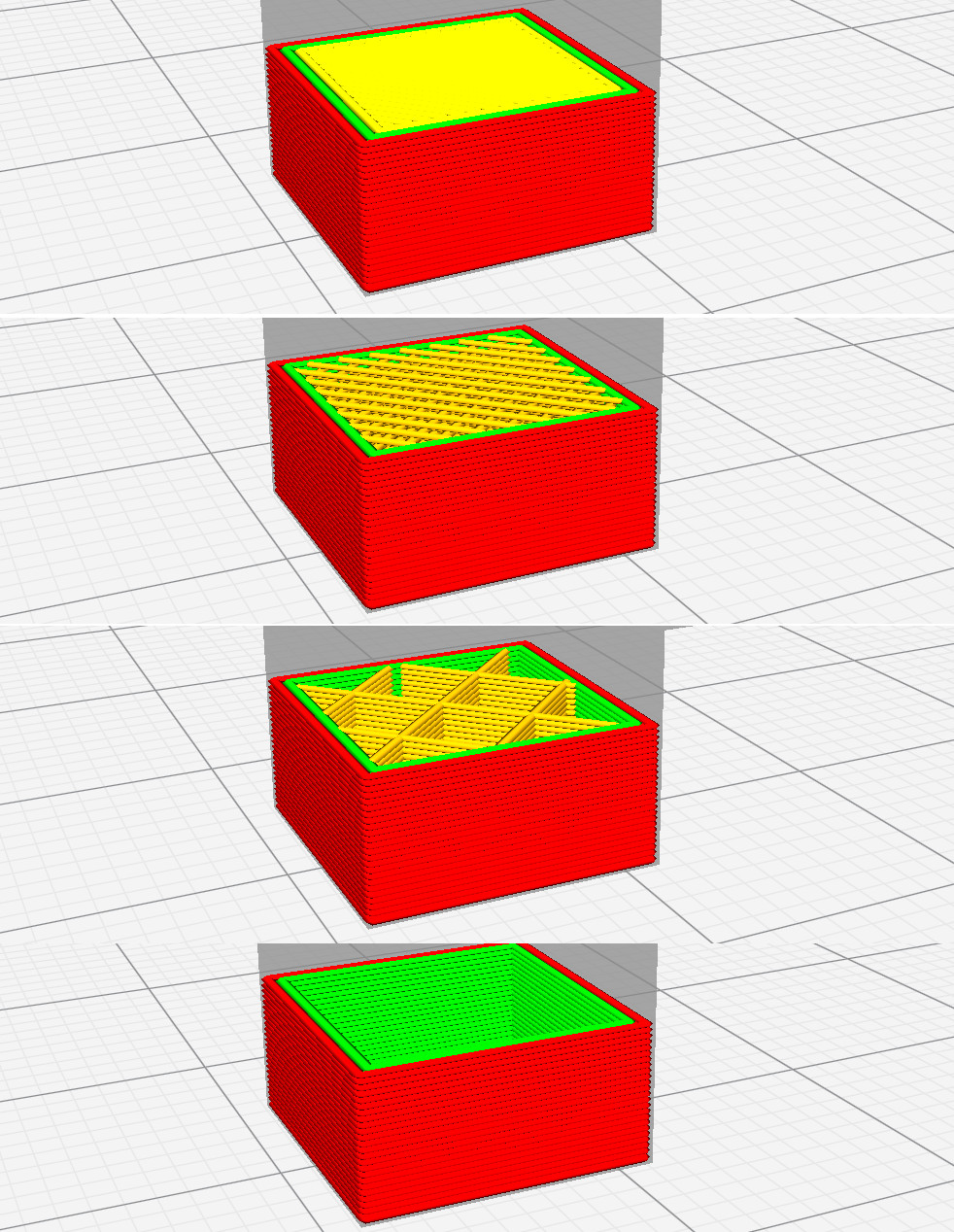
Objekte mit verschiedenen Fülldichten, erstellt mit Ultimaker Cura

- Infill (d.: Ausfachung): feste Druck-Objekte benötigen eine große Menge an Material und Druckzeit. Der Slicer kann feste Volumenkörper in hohle umwandeln, was Material und Zeit beim Drucken spart. Der hohle Gegenstand kann teilweise durch innere Strukturen, wie z. B. Innenwände, gefüllt werden, um zusätzliche Stabilität zu gewährleisten. Die Menge dieser Strukturen wird als Fülldichte (infill density) bezeichnet, da dieser Parameter eine der Anpassungen ist, die dem Slicer zur Verfügung gestellt werden müssen.
- Support (d.: Stützen): Bei den meisten 3D-Druckverfahren wird das Objekt Schicht für Schicht von unten nach oben erzeugt, wobei die im Aufbau befindliche Schicht über die vorhergehende gelegt wird. Dies hat zur Folge, dass alle Objektteile zumindest teilweise über andere gelegt werden müssen. Im Falle einer schwebenden Objektebene (z. B. das Flachdach eines Hauses oder ein horizontal ausgestreckter Arm in einer Figur) kann der Slicer automatisch Stützen für dieses Objekt hinzufügen. Die Stützen berühren das Objekt auf eine Weise, die sich im fertigen Objekt leicht von ihm lösen lässt.
- Rafts, skirts, brims (d.: Flachgründung, Schürzen, Ränder): Der Druck der ersten Objektschicht, die in Kontakt mit dem Druckerbett steht, hat einige Besonderheiten, darunter Probleme der Anhaftung des Objekts am Untergrund, Unebenheiten, glatte Ablagerung der ersten Filamentmengen und weitere. Der Slicer kann automatisch einige abnehmbare Strukturen hinzufügen, um diese Probleme zu minimieren. Übliche Typen dieser Basisstrukturen sind skirts (ein einzelnes Band um die Basis des Objekts, ohne es zu berühren), brims (mehrere Linien von Filamenten um die Basis des Objekts, bis sie diese berühren, aber nicht darunter liegen) und rafts (mehrere Schichten von Material, die eine abnehmbare Basis bilden, über die das Objekt gedruckt wird).

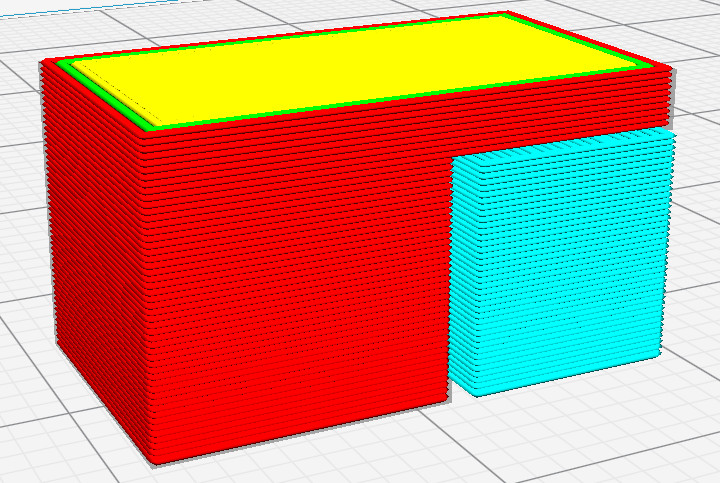
Support-Struktur
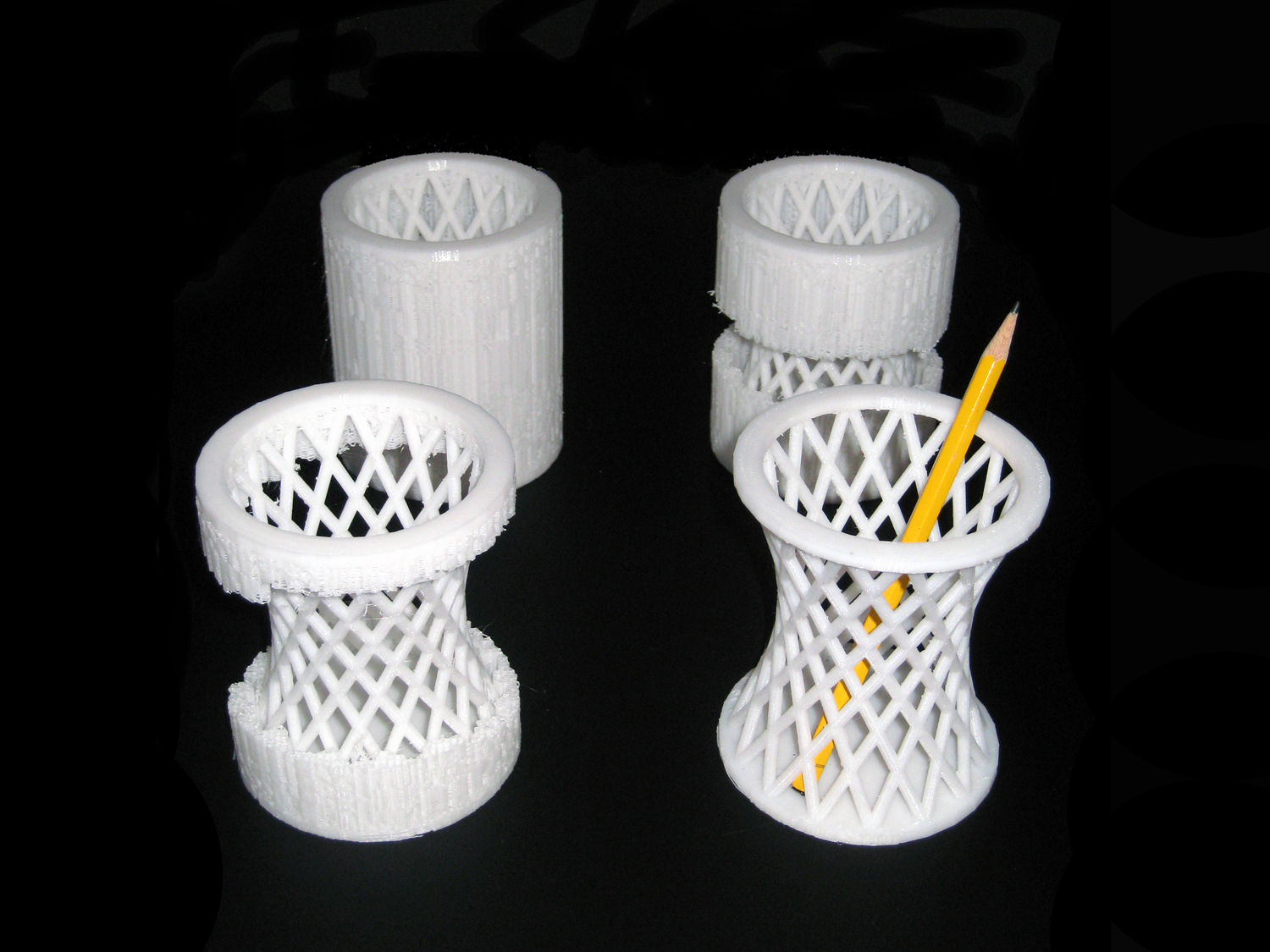
Entfernen von Stützmaterial bei einem 3D-gedruckten Bleistiftständer
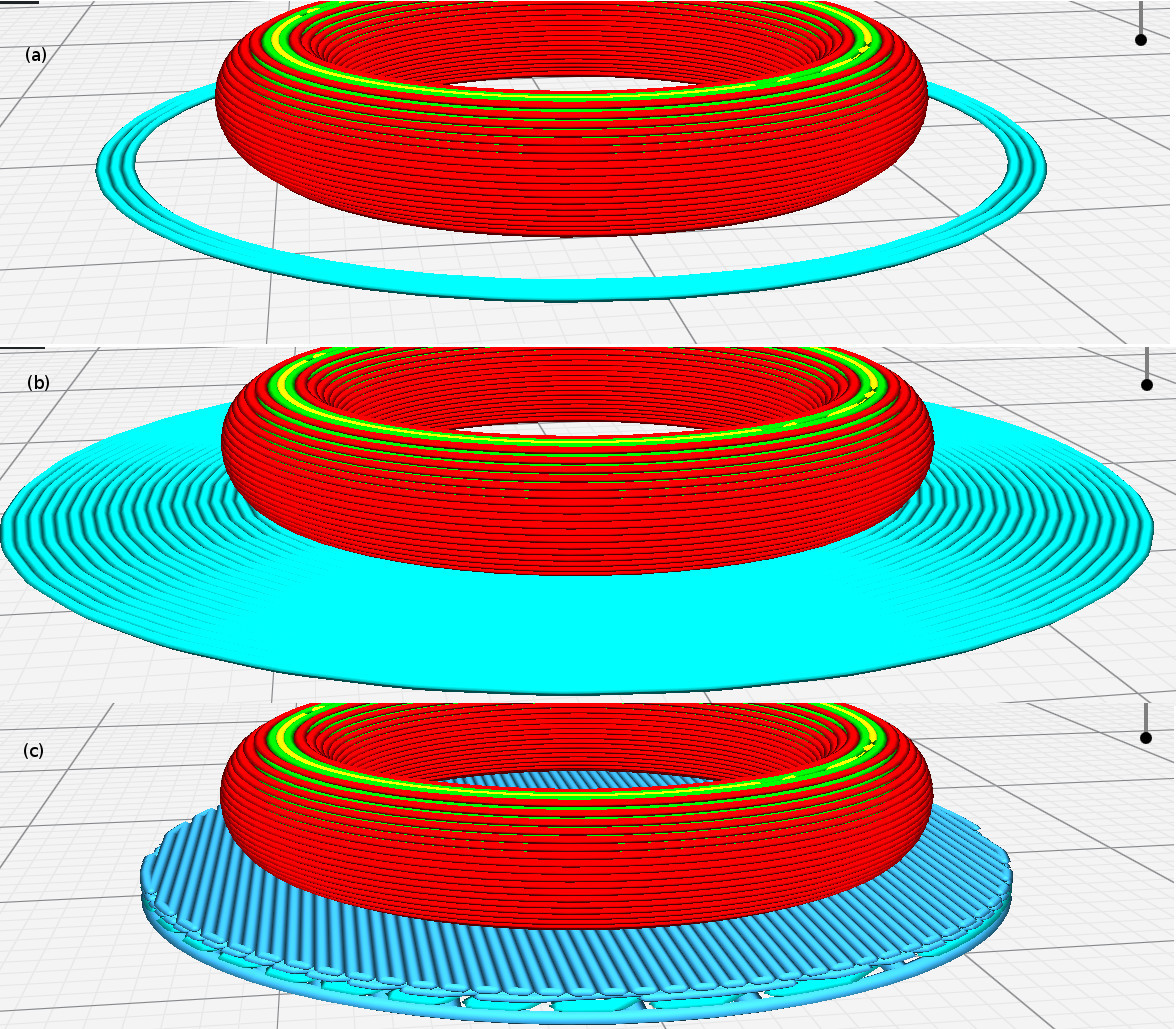
Vergleich verschiedener Basisstrukturen: a) skirt; b) brim; c) raft

## Programme
Es gibt zahlreiche Slicer-Anwendungen, von denen einige kostenlos und quelloffen sind. Einige der am häufigsten verwendeten sind:
| Name              | License    | Relations            |
| ----------------- | ---------- | -------------------- |
| Ultimaker Cura    | GNU LGPL   |                      |
| OrcaSlicer        | GNU AGPL   | Fork von BambuStudio |
| BambuStudio       | GNU AGPL   | Fork von PrusaSlicer |
| SuperSlicer       | GNU AGPL   | Fork von PrusaSlicer |
| PrusaSlicer       | GNU AGPL   | Fork von Slic3r      |
| Slic3r            | GNU AGPL   |                      |
| Creality Print    | GNU AGPL   | Based on Cura        |
| Simplify3D        | Proprietär |                      |
| Realvision online | Proprietär | Online slicer        |

## Belege
1. ↑  Brian Evans: Practical 3D Printers: The Science and Art of 3D Printing. apress, ISBN 978-1-4302-4393-9 (englisch).
2. ↑  Keon Aristech Boozarjomehri: 3D Printing at School and Makerspaces: Project Learning with 3D Printing. Cavendish Square, ISBN 978-1-68045-016-3 (englisch).
3. ↑  Liza Wallach Kloski, Nick Kloski: Getting Started with 3D Printing: A Hands-on Guide to the Hardware, Software, and Services Behind the New Manufacturing Revolution. Maker Media, Inc, ISBN 978-1-68045-020-0 (englisch).
4. 1 2  Slicer - RepRap. In: reprap.org. Abgerufen am 15. September 2018 (englisch).
5. ↑  What is Slicing Software, and what does it do? In: www.goprint3d.co.uk. Archiviert vom Original am 5. August 2020; abgerufen am 15. September 2018 (englisch).  Info: Der Archivlink wurde automatisch eingesetzt und noch nicht geprüft. Bitte prüfe Original- und Archivlink gemäß Anleitung und entferne dann diesen Hinweis.
6. ↑   Best 3D Slicer Software for 3D Printers of 2018 (Most are Free) | All3DP In: All3DP, 1. Juni 2018. Abgerufen am 15. September 2018 (amerikanisches Englisch).
7. ↑  Anatol Locker, Shawn Frey: Top 10: Best 3D Printer Slicer Software in 2024. In: All3DP. 5. April 2024, abgerufen am 24. Mai 2024 (englisch).